# Јусуф Изедин ефендија
Принц Јусуф Изедин ефендија (10. октобар 1857. - 1. фебруар 1916) био је син султана Абдул Азиза и османски престолонаследник од 1909. године, па све до своје смрти 1916. године.

## Биографија
Рођен је 10. октобра 1857. године као син султана Абдул Азиза и његове прве жене Дуринев султаније.
Принц Јусуф је живео у сенци од свргавања свога оца, султана Абдул Азиза, 1876. године, па све до свргавања свога брата од стрица, султана Абдул Хамида II 1909. године.
Повратком устава у Османско царство, принц Јусуф је по њему, као најстарији принц из породице Османлија, постао први у реду наследник свога брата од стрица, султана Мехмеда V Решада. Био је познат по својим реформаторским идеалима, те је хтео да при ступању на престо модернизује и реформише Османско царство.Међутим, то се није десило пошто га је у томе спречила смрт 1916. године.
Званични извештаји говоре како је принц Јусуф извршио самоубиство, док је врло вероватно да је убијен од стране групе за унију и прогрес, с обзиром да је било познато да је био велики противник савеза Немачке и Османског царства, као и противник уласка Османског царства у Први светски рат. Из тих разлога је често долазило до сукоба између њега и Енвер-паше, тадашњег војног министра.